# أوديسا شيري
أوديسا شيري، هو مجموعة مقالات صدرت في عام 2004، كتبها العديد من الأكاديميين والنقاد والمؤلفين عن مؤلفة الخيال العلمي والفانتازيا الأمريكية الحائزة على جائزة هوغو "سي. جي شيريه". حرر المقالات المؤلف والأكاديمي إدوارد كارمين، ونشرته مطبعة بورجو، وهي نسخة من "الصحافة وايلد سايد" كجزء من سلسلة دراسة المؤلف. وضعت مجلة لوكوس الكتاب في "قائمة القراءة الموصى بها لعام 2004"، وتلقى كارمين ترشيحًا لجائزة لوكوس لأفضل كتاب غير روائي عن أوديسا شيري.
قام برسم غلاف الكتاب شقيق شيري ديفيد شيري. حيث كان ينوي في الأصل أن يستخدمه غلافاً لمجموعة شيري الخيالية القصيرة لعام 1986 وهي الضوء المرئي، ولكنها «لم تستقبل بحماس من قبل الناشر». 

## الخلفية
"سي. جي شيري" (وهو الاسم المستعار لكارولين جانيس شيري) هي مؤلفة خيال علمي وفانتازيا أمريكية كتبت أكثر من 60 رواية. وحصلت على العديد من الجوائز الأدبية، منها ثلاث جوائز هوغو عن القصة القصيرة "كاساندرا" (1978)، والرواية محطة داونبلو. (1981) و سيتيين (1988). حيث أضافت حرف "h" صامتًا إلى اسمها الحقيقي بناءً على اقتراح محررها الأول لأنه شعر أن كلمة "شيري" يشبه إلى حد كبير اسم الكاتب الرومانسي. كما أنها استخدمت الأحرف الأولى من اسم "C. J." لإخفاء حقيقة أنها أنثى في منتصف السبعينيات، عندما كان معظم كتاب الخيال العلمي من الذكور. 
أما "إدوارد كارمين" فهو مؤلف خيالي وغير خيالي ومحرر لكتب الخيال العلمي والفانتازيا ومواضيع أخرى. وهو أستاذ اللغة الإنجليزية في كلية مجتمع مقاطعة ميرسر، في نيو جيرسي، يدرّس مادة الخيال العلمي. كارمين عضو في لجنة كتاب الخيال العلمي والفانتازيا الأمريكيين (SFWA) وجمعية أبحاث الخيال العلمي (SFRA).
جمع كارمين "أوديسا شيري" للاحتفال بالذكرى الثلاثين لنشر أول روايتين لـ شيري في عام 1976، وهما "بوابة إيفريل" و"إخوة الأرض" .

## جدول المحتويات
1. "مقدمة" – بقلم إدوارد كارمين
2. "حول الغلاف" – بقلم "ديفيد شيري"
3. "مقدمة: ما نفعله من أجل الحب" – بقلم "جيمس غان"
4. "تراث شيري... وجهة نظر المؤلف" - بقلم "جين فانشر"
5. "رائد العقل" - بقلم "بيتسي وولهايم"
6. "إطلاق أوكلاهوما" – بقلم "برادلي هـ. سينور"
7. "رواية سي جي تشيري" - بقلم "بيرتون رافيل"
8. "صفقة رائعة في الرمال: سقوط المطرقة بقلم ديفيد أ. شيري" - بقلم "جون كلوت"
9. "سي جي تشيري: هل هناك واحدة منها حقًا؟" - بقلم "هيذر ستارك"
10. "أرضية متغيرة: الموضوعات الذاتية في ثلاثية الخيال السلافية لشيري" - بقلم "جانيس بوجستاد"
11. "الإنسان كآخر في روايات الخيال العلمي لسي جي تشيري" - بقلم "جي جي ستينسون"
12. "امرأة ذات مهمة؛ أو لماذا تعتبر حكاية فاني ملحمة مورجين" - بقلم "جانيس سي كروسبي"
13. "من إيموريس وواريكس: خلق الذات في سيتيين - بقلم "سوزان برناردو"
14. "دكتور أريان إيموري، الأب: مريض نفسي أم منقذ؟" - بقلم "إليزابيث رومي"
15. "الحياة الأدبية لسي جي شيري" - بقلم "إدوارد كارمين"
16. "ببليوغرافيا مختارة لـ ديفيد أ. شيري" - بقلم "ستان زاليفيتش"

## الملخص
تتكون رواية "أوديسا شيري" من ثمانية مقالات تحليلية عن أعمال ديفيد أ. شيري وأربعة تأملات شخصية وستة وخمسين صفحة ببليوغرافيا من شيري بقلم ستان زاليفيتش. حيث يتضمن أيضًا مقدمة وسيرة ذاتية "الحياة الأدبية لسي جيه شيري" وللمحرر إدوارد كارمين.
في كتاب "مقدمة: ما نفعله من أجل الحب"، يشرح مؤلف الخيال العلمي والباحث جيمس غان مدى صعوبة دخول شيري إلى ساحة الخيال العلمي التي يهيمن عليها الذكور في منتصف عقد السبعينيات من القرن العشرين. يقول إنها قد كتبت من أجل حب رواية القصص وليس من أجل المال. أما المؤلفة والفنانة جين فانشر وهي شريكة شيري في العمل والكاتبة فتساهم بتكريمٍ شخصيٍ لشيري في مقالتها "تراث شيري... وجهة نظر المؤلف" الذي تروي فيه طفولة شيري وسنوات مدرستها وكليتها. وفي سن العاشرة بدأت شيري في كتابة قصصها الخاصة عندما ألغي برنامجها التلفزيوني المفضل. وفي هذا المقال، تحلّل فانتشر أسلوب كتابة شيري، ولا سيما الأسلوب الذي تطلق عليه شيري "الشخص الثالث الداخلي المكثف"، حيث يروي الكاتب فقط ما يراه في وجهة نظره ويفكر في بيتسي وولهايم، وهي ابنة الناشر الأول لـ شيري، "دونالد أ. وولهايم"، حيث تقدم وصفًا شخصيًا آخر لـ شيري في "رائد العقل". وتصف وولهايم العلاقة التي تطورت بين والدها، وهو أيضًا كاتب خيال علمي وتروي شغف شيري بالسفر إلى الفضاء والذي ينعكس في العديد من قصصها. في "إطلاق أوكلاهوما"، حيث يقدم المؤلف برادلي إتش سينور وجهات نظره حول شيري، والذي أصبح فيما بعد صديقها ومعلمها. وعاش كلاهما في "لوتون، أوكلاهوما" خلال طفولتهما، والتقاها مرة أخرى في اجتماع نادي الخيال العلمي في جامعة أوكلاهوما.
يستكشف المترجم والشاعر "بيرتون رافيل" الجوانب الأدبية لمعظم روايات الخيال العلمي لشيري في "رواية سي جي تشيري". ويصف شيري بأنها "سيدة التفاصيل والنغمة والعاطفة". ومن مجموعة مقالات جون كلوت وهي "النتائج: المراجعات 1993-2003". وهنا يحلل كلوت روايات شيري في حرب جينات سقوط المطرقة  (2001) وتكملة لها صياغة السماء (2004)، وتأخذ كتاباتها إلى المهمة والشكوى، من بين أمور أخرى، من خلال "الجهد الحرفي ذهابًا وإيابًا عبر الصحراء" الذي يهيمن على القصة.  هيذر ستارك في "سي جي شيري: هل يوجد حقًا واحد فقط من هذه" ها؟" تتساءل كيف يمكن لشخص واحد أن يكتب هذا العدد من الكتب في ثلاثين عامًا. كما أنه يفحص نسبة الخيال العلمي لـ شيري إلى الإنتاج الخيالي، وانتهى إلى أن الخيال العلمي لـ شيري، وفي رأيه، فإنها تعمل بشكل أفضل من خيالها. وفي المقابل أشادت الأكاديمية جانيس بوجستاد بخيال شيري في "الأرض المتغيرة: الذاتية في ثلاثية خيال شيري السلافية". وهنا يحلل بوجستاد شخصية شيري من خلال الثلاثية الروسية وروسالكا (1989)، وتشيرنيفوغ (1990) و يفجيني (1991)، موضحا كيفية استخدامها لـ السحر "يعقد ويشكك في الاستعارات النموذجية والتي هي عالية الخيال، لا سيما السحرة والقوى السحرية". ويؤكد بوجستاد أن كتب شيري هي "هجاء لأنواعها الخاصة بسبب ما وإلى الحدة المنقولة للتحديات العقلية والعاطفية التي تواجهها الشخصيات في تجاربهم غير العادية".
يستكشف الناقد جي جي ستينسون كيف تتعامل الشخصيات البشرية في روايات شيري مع ثقافات الغريبة وتتكيف معها في "الإنسان كآخر في روايات الخيال العلمي لـ سي جي شيري". وهي توضح كيف "يستوعبون جميعًا عناصر التفكير والسلوك والنظرة العالمية لثقافاتهم المعتمدة "،  ويمنح القراء "نافذة قابلة للتصديق للغاية على عوالم وعقول خارج عالمهم".  وتحلل جانيس سي كروسبي أدوار الجنسين في كتاب شيري المكون من أربعة كتب "ملحمة مورغاين" في مقالتها "امرأة ذات مهمة؛ أو، لماذا حكاية فانيي هي ملحمة مورغاين". ورواية شيري الحائزة على جائزة هوغو، سيتيين وهي موضوع لمقالتين، "من إيموري وواريكس: خلق الذات في سيتيين" للأكاديمية سوزان برناردو، والدكتورة أريان إيموري، حيث الأب: مريض نفسي أم منقذ؟ وبقلم الأكاديمية إليزابيث رومي. كلاهما يدرس العلاقة بين العالمة الكبيرة الدكتورة أريان إيموري وتلميذها جاستن واريك في منشأة بحثية على كوكب سيتيين.
تم تجميع "الببليوغرافيا المختارة لـ سي جي شيري" بواسطة ستان زاليفيتش وهو أمين مكتبة الوسائط في[جامعة رايدر في نيو جيرسي، وهي وثيقة متعمقة مكونة من 56 صفحة تشتمل على:
- موارد السيرة الذاتية العامة (المقابلات والمقالات والنقد)
- موارد السيرة الذاتية على الإنترنت
- روايات وقصص قصيرة لشيري
- كتابات أخرى لشيري
- قائمة مراجعات لأعمال شيري

## الاستقبال
وفي مراجعة جيف داناستاسيو لـ "أوديسا شيري" في جمعية أبحاث الخيال العلمي فقد قام بوصف الكتاب بأنه "مختارات رائعة من الإشادة الشخصية والتحليل الأدبي". وقال إنه "أمر لا بد منه، ليس فقط لجميع معجبيها، ولكن يمكن لأي شخص أن يقوم بتدريس أعمالها".  أما ديفيد جي هارتويل فهو ناشر "مراجعة نيويورك للخيال العلمي، وقال إن أوديسا شيري هو "المكان الذي ستبدأ فيه جميع المنح الدراسية لـ شيري في المستقبل."

## الروابط الخارجية
- The Cherryh Odyssey editions. Fantastic Fiction.